# Concert Piece
Concert Piece est une œuvre de musique de chambre pour alto et piano, puis réarrangée pour violon et piano, écrite par le compositeur britannique Arnold Bax en 1904, pendant ses années d'études à la Royal Academy of Music.

## Contexte
Bien qu'Arnold Bax soit né dans le sud de Londres, il a passé ses années d'adolescence les plus impressionnantes dans un manoir victorien entouré de jardins bien entretenus à Hampstead. Il remarque lui-même que c'était « la meilleure chose à faire que de vivre à la campagne » (« the next best thing to living in the country ») et qu'il profitait de tous les plaisirs de la campagne avec les opportunités musicales de la proche banlieue de Londres. Son père est aisé et Arnold Bax a toujours eu des revenus privés, ce qui signifie qu'il n'a jamais eu besoin d'occuper un poste rémunéré pour gagner sa vie. Dans sa vingtaine, en particulier, cela lui donne une liberté de voyager et de se consacrer à la musique et à la composition.
S'il est surtout connu pour sa musique orchestrale, en particulier ses poèmes symphoniques et ses sept symphonies, il a également composé un large corpus de musique de chambre très personnelle. Ses sonates comprennent notamment quatre sonates pour piano, cinq sonates pour violon et des œuvres pour violoncelle, clarinette ou alto.
Une croyance en histoire de la musique veut que le célèbre altiste britannique Lionel Tertis soit à l'origine d'une grande partie du répertoire britannique moderne pour alto solo lorsqu'il a encouragé de jeunes compositeurs, notamment ceux associés à la Royal Academy of Music de Londres, à écrire des œuvres pour lui dans les trente premières années du xxe siècle. Jusqu'alors, l'alto était délaissé en dehors de l'orchestre, et il y avait peu de solistes reconnus. Toutes les œuvres pour alto d'Arnold Bax ont été écrites en pensant à Lionel Tertis. Lorsqu'il est étudiant à la Royal Academy of Music, il a subi, comme d'autres, l'influence de Lionel Tertis, qui y enseignait l'alto, et Arnold Bax, comme ses contemporains, a réagi à l'enthousiasme de l'altiste et à la qualité de son jeu, ainsi qu'à la grande sonorité qu'il tirait d'un instrument de grande taille.
Arnold Bax a écrit cette pièce au printemps 1904 spécifiquement pour Lionel Tertis, qui la joue pour la première fois avec le compositeur au piano à l'Aeolian Hall de Londres le 6 décembre 1904, lors d'un concert du Patron's Fund. Le Patron's Fund venait alors d'être créé par Ernest Palmer pour promouvoir les jeunes compositeurs britanniques. La musique d'Arnold Bax était considérée comme révolutionnaire, un critique écrivant qu'elle était « empreinte d'un esprit de rébellion et de violence tout au long de ses pages ferventes » (« spirit almost of rebellion and violence throughout its fervid pages »). S'il est difficile aujourd'hui d'apprécier ses traits révolutionnaires, l'œuvre est remarquable par son efficacité et par les éléments du style de la maturité qui y sont déjà présents. Dès 1904, il écrit dans la note de programme de la création de sa pièce : « On remarquera qu'un élément celtique prédomine, l'utilisation libre de la septième diminuée, des intervalles descendants de l'échelle pentatonique et d'autres caractéristiques propres à la musique folklorique irlandaise » (« It will be observed that a Celtic element predominates, free use being made of the flattened seventh, the falling intervals of the pentatonic scale and other features peculiar to Irish folk music »).
La même année, le compositeur en fait une version pour violon et piano.

## Discographie
- Viola Sonata/Concert Piece/Legend/Trio in one Movement, Laurence Jackson (violin), Martin Outram (alto), Julian Rolton (piano), Naxos, 8.557784, novembre 2006.